# Каргин, Никита Афанасьевич
Ники́та Афана́сьевич Карги́н (1719—21 июня (2 июля) 1774) — яицкий казак, пугачёвский атаман.
Один из активных участников восстания казаков 1772 года. После поражения восстания укрывался на степных хуторах.
Присоединился к Пугачёву в январе 1774 года, вскоре после вступления в Яицкий городок отряда пугачёвского атамана М. П. Толкачева. На казачьем круге, проходившем здесь в начале февраля 1774, казаки выбрали Каргина войсковым атаманом Яицкого казачьего войска. Руководил осадой крепости Михайло-Архангельского собора в Яицком городке, оборонявшейся гарнизоном во главе с подполковником Симоновым и капитаном Крыловым.
15 апреля в Яицком городке узнали о поражении отрядов пугачёвских атаманов А. А. Овчинникова, А. П. Перфильева и К. И. Дехтярева в бою у реки Быковки, а также о скором вступлении в город карательной бригады генерала П. Д. Мансурова. Воспользовавшись паникой, группа казаков, стремившихся выслужиться перед карателями, схватила Толкачева, Каргина, других видных пугачёвцев и выдала их Симонову. 1 мая 1774 Каргин был отправлен в Оренбург, где на допросев Оренбургской секретной комиссии дал подробные показания о своих действиях на посту пугачёвского атамана. Секретная комиссия приговорила его к смертной казни, казнён в Яицком городке 21 июня 1774 года.